# 科謝什蒂鄉
45°4′N 24°52′E / 45.067°N 24.867°E
科謝什蒂鄉（羅馬尼亞語：Comuna Coșești, Argeș），是羅馬尼亞的鄉份，位於該國中南部，由阿爾傑什縣負責管轄，面積62平方公里，海拔高度370米，2007年人口5,502，人口密度每平方公里89人。